# Politisch-operatives Zusammenwirken
Politisch-operatives Zusammenwirken (POZW) war ein Sammelbegriff für Maßnahmen des Ministeriums für Staatssicherheit (MfS) der DDR zur Optimierung so genannter „operativer Vorgänge“ (OV) bei der Unterdrückung oppositioneller Kräfte aller Art (MfS-Jargon: „feindlich-negative Kräfte/Personen“). Der Begriff umfasste sämtliche Arten der Zusammenarbeit des MfS mit anderen staatlichen Behörden und Parteiorganen, die das Ziel hatten, auf die Lebensumstände des Subjekts des verdeckten Ermittlungsverfahrens indirekt Einfluss zu nehmen.
POZW meinte dabei die institutionell geregelte Zusammenarbeit des MfS mit anderen Staats- und Parteiorganen (Zuträgerschaft und direktes Einwirken), die über das Wirken von Inoffiziellen Mitarbeitern (IM) und Offizieren im besonderen Einsatz (OibE) hinausgingen. Besonders häufig griff das MfS im Rahmen von „Zersetzungsmaßnahmen“ auf das POZW zurück. Hierbei nutzte das MfS den Umstand, dass es durch POZW fast jeden Lebensbereich des Opfers manipulieren und somit systematisch Misserfolge herbeiführen konnte. Zu den „Partnern des operativen Zusammenwirkens“ zählten unter anderem Schul-, Universitäts- und Betriebsleitungen, Wohnungsverwaltungen, Sparkassenfilialen und behandelnde Ärzte, speziell auch in Krankenhäusern und psychiatrischen Kliniken. All diese Einrichtungen waren in der DDR staatlich organisiert und unterstanden mehr oder weniger direkt der Weisungsbefugnis der Regierung. Sie waren daher zur geheimen Zusammenarbeit mit dem MfS verpflichtet und kamen dem in aller Regel auch bedingungslos nach. Der Historiker Christoph Wunnicke betont die im Vergleich zu anderen Blockparteien intensive kooperative Spitzeltätigkeit der CDU für die SED und das MfS gegen ihre spezifische Klientel: Die Kirchen und die von ihr beheimatete Opposition.

## MfS-Definition
„Politisch-operatives Zusammenwirken (POZW) ist ein planmäßig gestaltetes, abgestimmtes kameradschaftliches und von gegenseitiger Hilfe und Unterstützung geprägtes Handeln des MfS mit anderen Organen in Wahrnehmung ihrer spezifischen Verantwortung und Möglichkeiten. Es dient der Konzentration des MfS auf die Sicherung der Schwerpunktbereiche und die Bearbeitung der politisch-operativen Schwerpunkte. Das POZW ist unter konsequenter Ausnutzung der spezifischen Verantwortung des MfS für die Gewährleistung der staatlichen Sicherheit und der anderer Organe für Ordnung und Sicherheit aufgabenbezogen und unter strikter Wahrung der Geheimhaltung und Konspiration zu organisieren“